# Самыловская
Самыловская — деревня в Ленском районе Архангельской области. Входит в состав Козьминского сельского поселения.

## География
Находится в юго-восточной части Архангельской области на расстоянии приблизительно 13 км на юг по прямой от административного центра поселения села Козьмино на правобережье Вычегды.

## История
В 1859 году здесь (деревня Сольвычегодского уезда Вологодской губернии) было учтено 4 двора.

## Население
Численность населения: 44 человека (1859 год), 9 (русские 100 %) в 2002 году, 4 в 2010.